# حبيب بن عبد الرحمن الفهري
حبيب بن عبد الرحمن الفهري ( - محرم 140 هـ/ 757م) هو قائد مسلم من نسل عقبة بن نافع من بني فهر، وحاكم إفريقية لفترة وجيزة من 755 إلى 757  (137-140هـ).

## سيرته

### نشأته
هو حبيب بن عبد الرحمن بن حبيب بن أبي عبيدة بن عقبة بن نافع الفهري ابن والي إفريقية عبد الرحمن بن حبيب الفهري، الذي حكم إفريقية بشكل شبه مستقل منذ عام 745م بعد أن أخذ البيعة لنفسه ثم أقره الخليفة الأموي مروان بن محمد عليها. كان حبيب نائبًا لوالده على برقة.
في 755 قُتل والده عبد الرحمن بن حبيب على يد إخوته إلياس بن حبيب وعبد الوارث بن حبيب. نصب إلياس على الفور نفسه حاكمًا لإفريقية. هرب حبيب الشاب من القيروان ولجأ إلى تونس مع عمه عمران بن حبيب.

### قيام حبيب بن عبد الرحمن على عمه
ساعد عمران حبيب في تكوين جيش للانتقام لمقتل والده. واجتمعت الجيوش جنوب تونس في أواخر عام 755، واجتمعت عليه أهل طاعة أبيه، ظهر أمره، وشاع ذكره. وتوجه إلى الأربس؛ فأخذها. وبلغ خبره إلى إلياس؛ فخرج يريده، واستخلف على القيروان محمد بن خالد القرشي، فلما قرب إلياس منه، تحاربا حرباً خفيفة. فلما أمس حبيب، أوقد النيران ليضن الناس إنه مقيم. ثم سرى، فأصبح بجلولا. ثم نفذ إلى القيروان، فيتولى عليها. ثم رجع إلياس في طلبه، ففسد عليه من كان معه، وتقوى حبيب وخرج إليه في جمع عظيم. فلما التقيا، ناداه حبيب: (لما نقتل صنائعنا وموالينا، وهم لنا حصن! ولكن أبرز أنا وأنت. فأينا قتل صاحبه، استراح منه!) فناداه الناس. (قد أنصفك يا إلياس). فخرج كل واحد منهما إلى صاحبه، ووقف أهل العسكر ينظرون إليهما، فتطاعنا حتى تكسرت قناتاهما ثم تضاربا بسيوفهما وعجب الناس من صبرهما. ثم ضرب إلياس حبيبًا ضربة في ثيابه ودرعه، ووصلت إلى جسده، وضرب حبيب عمه إلياس ضربة أسقطته ثم أكب عليه، فحز رأسه وأمر برفعه على رمح وأقبل به على القيروان فدخلها وبين يديه رأس عمه ورؤوس أصحابه، فيهم عم أبيه محمد بن أبي عبدة بن عقبة ورأس محمد بن مغيرة القرشي وغيرهما من وجوه العرب وذلك في عام 138 هـ فكانت ولاية إلياس إلى أن قتل نحو سنة وستة أشهر.

### ثورة البربر بقيادة عاصم بن جميل
عند سماع هزيمة إلياس، هرب عمه عبد الوارث وأنصار إلياس الباقون إلى الجنوب واحتموا بين البربر، وشرع عبد الوارث في التآمر مع  لتولي زعيمهم عاصم بن جميل الورفجومي، فاحتل عاصم القيروان بجيش من البربر عام 138 هـ ثم سار إلى قتال حبيب بن عبد الرحمن الفهري في قابس ثم التقوا ثانية في جبال أوراس فانتصر عليه حبيب وقتله. أقبل حبيب إلى القيروان، فخرج إليه عبد الملك بن أبي الجعد فاقتتلا، فانهزم حبيب وقتل في المحرم سنة 140 هـ.

### تغلب الخوارج
تغلب على أفريقية بعض القبائل الصفرية بعد قتل حبيب وعاصم، فدخلوا القيروان وربطوا دوابهم في المسجد الجامع، وقتلوا كل من كان من قريش وعذبوا أهلها. وأحدثوا المذابح وندم الذين استدعوهم أشد ندامة.
في هذه الأثناء، استفاد الإباضيين من هذه الاضطرابات، وخرجت من تلال طرابلس من جبل نفوسة في 752ـ واحتشد الإباضيون على يد إمامهم الجديد أبو الخطاب المعرفي ، واستولى على طرابلس في وقت ما عام 757م. على الرغم من كونهم طائفة خوارج، إلا أن الإباضيين كانوا أقل تعصبًا من الخوارج الصفرية الذين أحدثوا المذابح في القيروان. في عام 758 ، شرع الأباضيون في هزيمة ورفجومة والاستيلاء على القيروان، ووضعوا حداً لإرهاب ورفجومة وأسسوا إمامة الخوارج (الإباضية) على إفريقية.